# Détachement de corps E
Le Détachement de corps E (en allemand : Korps-Abteilung E) était une unité militaire de l'Armée de terre (Heer) de la Wehrmacht,  une formation d'infanterie de la taille d'une division, pendant la Seconde Guerre mondiale.

## Hiérarchie des unités
| Nom          | Nbre d'hommes       | Unités subalternes                | Grade de commandement                 |
| ------------ | ------------------- | --------------------------------- | ------------------------------------- |
| Heeresgruppe | + 300 000           | 2 à + Armeen (Armées)             | Generaloberst ou Generalfeldmarschall |
| Armee        | + 100 000 - 300 000 | 2 à + Armeekorps (Corps d'armées) | General ou Generaloberst              |
| Armeekorps   | + 30 000 - 80 000   | 2 à + Divisionen (Division)       | Generalleutnant ou General            |
| Division     | + 10 000 – 20 000   | 2 à 6 Brigaden (Brigade)          | Generalmajor ou Generalleutnant       |
| Brigade      | + 3 000 – 5 000     | jusqu'à 3 Regimentern (Régiment)  | Oberst ou Generalmajor                |

## Historique
Le Korps-Abteilung E est formé le 2 novembre 1943 dans le Heeresgruppe Mitte à partir des rescapés de la 86. Infanterie-Division, 137. Infanterie-Division et 251. Infanterie-Division.
 
Son état-major provient de la 251. Infanterie-Division. 
Il est renommé 251. Infanterie-Division le 16 octobre 1944.

## Organisation

### Commandants successifs
| Date                               | Grade           | Commandant          |
| ---------------------------------- | --------------- | ------------------- |
| 15 novembre 1943 - 22 juillet 1944 | Generalmajor    | Maximilian Felzmann |
| 22 juillet 1944 - 8 août 1944      | Oberst          | Martin Bieber       |
| 9 août 1944 - 1er octobre 1944     | Generalleutnant | Maximilian Felzmann |
| 1er octobre 1944 - 16 octobre 1944 | Generalmajor    | Werner Heucke       |

### Chef des Generalstabes
| Date | Grade | Commandant |
| ---- | ----- | ---------- |
| ?    | ?     | ?          |

### 1. Generalstabsoffizier (Ia)
| Date | Grade | Commandant |
| ---- | ----- | ---------- |
| ?    | ?     | ?          |

## Théâtres d'opérations
- Front de l'Est : Novembre 1943 - Septembre 1944

## Ordre de batailles

### Rattachement d'Armées
| Date      | Armeekorps         | Armée    | Groupe d'Armées    |
| --------- | ------------------ | -------- | ------------------ |
| 1943      |                    |          |                    |
| Novembre  | XXXXVI. Armeekorps | 2. Armee | Heeresgruppe Mitte |
| 1944      |                    |          |                    |
| Janvier   | XX. Armeekorps     | 2. Armee | Heeresgruppe Mitte |
| Avril     | Gruppe Agricola    | 2. Armee | Heeresgruppe Mitte |
| Mai       | XX. Armeekorps     | 2. Armee | Heeresgruppe Mitte |
| Août      | XXXXVI. Armeekorps | 9. Armee | Heeresgruppe Mitte |
| Septembre | III. Armeekorps    | 9. Armee | Heeresgruppe Mitte |

### Unités subordonnées
- Stab [Stab 251. Inf.Div]
- Divisions-Gruppe 86 [Stab Gren.Rgt 184] (Oberst Martin Bieber)
  - Regiments-Gruppe 167 [I./Gren.Rgt 167]
  - Regiments-Gruppe 184 [I./Gren.Rgt 184]
- Divisions-Gruppe 137 [Stab Gren.Rgt 448]
  - Regiments-Gruppe 447 [II./Gren.Rgt 447 or III./Gren.Rgt 448]
  - Regiments-Gruppe 448 [II./Gren.Rgt 448]
- Divisions-Gruppe 251 [Stab Gren.Rgt 451]
  - Regiments-Gruppe 451 [I./Gren.Rgt 451]
  - Regiments-Gruppe 459 [I./Gren.Rgt 459]
- Füsilier-Bataillon 86
- Artillerie-Regiment 186
  - I. Abteilung /AR 186
  - II. Abteilung /AR 251 [I./AR 251]
  - III. Abteilung /AR 251
  - IV. Abteilung /AR 186
- Panzerjäger-Abteilung 186
- Pionier-Bataillon 186
- Nachrichten-Abteilung 251
- Feldersatz-Bataillon 186
- Nachschubtruppen 251

## Sources
- Korps-Abteilung E sur Lexikon-der-wehrmacht.de